# 丰拉比乌斯
丰拉比乌斯（法語：Fontrabiouse，法語發音：[fɔ̃ʁabjuz] ⓘ）是法国东比利牛斯省的一个市镇，属于普拉德区。

## 地理
丰拉比乌斯（42°38'10"N, 2°5'46"E）面积15.57 平方千米，位于法国奧克西塔尼大區东比利牛斯省，该省份为法国大陆部分最南部的省份，涵盖了北加泰罗尼亚，北起奥德省，西接阿列日省和安道尔，南与西班牙接壤，东临地中海。
与丰拉比乌斯接壤的市镇（或旧市镇、城区）包括：阿尔蒂格、奥尔吕、勒普拉、皮瓦拉多尔、福尔米盖尔。
丰拉比乌斯的时区为UTC+01:00、UTC+02:00（夏令时）。

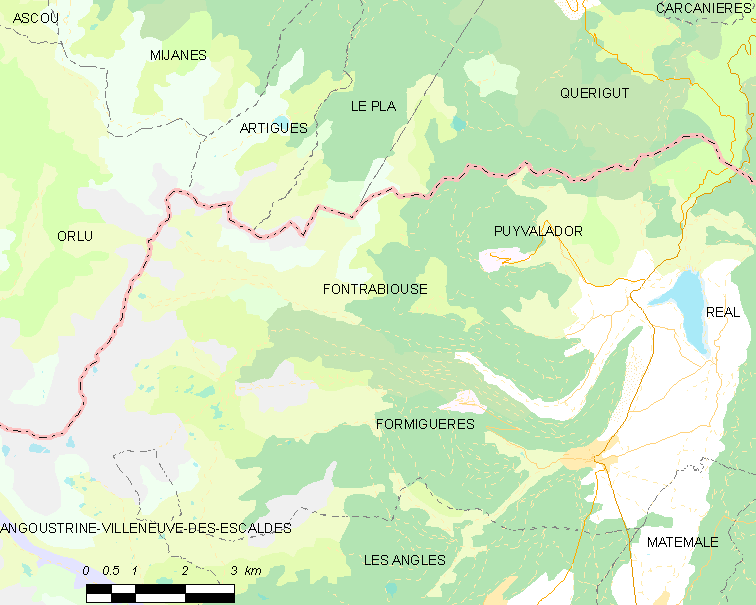
丰拉比乌斯的OSM定位图

## 行政
丰拉比乌斯的邮政编码为66210，INSEE市镇编码为66081。

## 政治
丰拉比乌斯所属的省级选区为加泰罗尼亚比利牛斯县。

## 人口

1962-2008年间丰拉比乌斯人口变化图示

丰拉比乌斯于2022年1月1日时的人口数量为137人。